# Cyril John Deverell
Sir Cyril John Deverell, GCB, KBE, ADC, britanski feldmaršal, * 1874, † 1947.